# Royaume de Kalingga
VIe siècle – VIIe siècle
Entités suivantes :
- Ancien royaume de Mataram

Le Royaume de Kalingga (aussi nommé Heling et Dupo dans les sources chinoises) était un royaume javanais situé sur la côté nord du Java central.

## Histoire
Les sources chinoises sur l'existence du royaume remontent à la dynastie Tang. Selon le moine bouddhiste Chinois Yi Jing, un autre moine chinois nommé Huining est arrivé à Heling en 664 et y a vécu trois ans. Là-bas, avec l'assistance d'un moine local, Jnanabhadra, il a traduit de nombreux écrits du bouddhisme hīnayāna,.
En 674, le royaume était dirigé par la reine Shima connue pour ses lois très strictes concernant le vol et le mensonge. Une légende raconte qu'un roi étranger y a laissé un sac d'or à une intersection pour tester l'honnêteté du peuple de Kalingga et que personne n'y a touché. Trois plus tard, le fils de Shima, prince du royaume aurait touché le sac du pied et sa mère l'aurait condamné à mort. Un ministre a imploré la clémence de la reine. Elle y a consenti mais a réclamé que son pied fautif soit coupé en guise de punition.
Selon le Carita Parahyangan, un livre plus tardif, Sanjaya, roi de Sunda et Galuh puis fondateur de l'ancien royaume de Mataram serait l'arrière-petit-fils de la reine Shima.
Entre 742 et 755, le royaume semble s'être déplacé vers l'est sur le plateau de Dieng, sans doute en réponse à l'influence grandissante de la dynastie Sailendra.

## Traces
Sur la face ouest du Merapi, les inscriptions Tukmas sont datées de l'époque du royaume de Kalingga. Elles sont écrites en sanskrit et évoquent des sources sacrées faisant penser à celles du Gange. Elles présentent également des symboles hindouistes.
Une autre trace de cette époque est l'inscription du village de Sojomerto. Écrite en malais, elle évoque un dirigeant nommé Dapunta Selendra, fils de Santanu et Bhadrawati, mari de Sampula. Le professeur Boechari pense qu'il pourrait s'agir de l'ancêtre des Sailendras.